# Đội tuyển Davis Cup Hy Lạp
Đội tuyển Davis Cup Hy Lạp đại diện Hy Lạp ở giải đấu quần vợt Davis Cup và được quản lý bởi Liên đoàn quần vợt Hy Lạp.
Hy Lạp hiện tại thi đấu ở Nhóm III khu vực châu Âu. Họ chưa bao giờ thi đấu ở Nhóm Thế giới, nhưng đã vào đến tứ kết khu vực châu Âu 3 lần.

## Đội hình hiện tại
- Ioannis Stergiou
- Vasileios Iliopoulos
- Christos Antonopoulos

## Lịch sử
Hy Lạp tham gia kì Davis Cup đầu tiên năm 1927.  Một vài vận động viện quá khứ và hiện tại gồm Solon Peppas, Konstantinos Economidis, Alex Jakupovic, Anastasios Bavelas, Vasilis Mazarakis, George Kalovelonis, và Paris Gemouchidis.